# Peaches
Merrill Beth Nisker (* 11. listopadu 1968 v Torontu v provincii Ontario, Kanada), alias Peaches je kanadská elektronická hudebnice, její písně se proslavily také svými explicitními, sexuálně podbarvenými texty.

## Historie
Než se Merrill Nisker stala Peaches, byla 10 let učitelkou hudby a dramatu na soukromých školách a v Ymce.
Při zpěvu se doprovází na vlastní nástroje, programuje si své vlastní elektronické bicí a produkuje vlastní alba.
První album Fancypants Hoodlum vydala v roce 1995 ještě pod vlastním jménem Merril Nisker. Než se proslavila, bydlela v Torontu společně s hudební kolegyní Leslie Feist a postupně si vyvinula styl a osobnost, která ji přinesla slávu jako Peaches. Přezdívku si dala podle slavné písně Niny Simone „Four woman“
Pro své čtvrté album z roku 2006 Impeach My Bush získala Peaches hostující hudebníky známých jmen: Joan Jett, Greg Kurstin, Josh Homme, Samantha Maloney, Beth Ditto, Feist, Dave Catching, Brian O'Connor a Radio Sloan.
Od roku 2006 vystupuje Peaches společně se skupinou Herms (zkratka pro hermafrodit). Členy skupiny jsou: JD Samson, Samantha Maloney a Radio Sloan. Hráli na malých i velkých jevištích hudbu s texty zaměřenými na sex, které měly za účel šokovat posluchače. Termín „Herms" připomíná duo sedmdesátých let s názvem Peaches & Herb[zdroj?]. Peaches se skupinou Herms uváděla Nine Inch Nails a Bauhaus během druhé půle jejich letního turné v USA v roce 2006.
V říjnu 2008 Peaches účinkovala na koncertech v Aucklandu na Novém Zélandu spolu s německou skupinou Sweet Machine[zdroj?].
Vyprodaná byla i její show na turné na začátku roku 2009 v San Francisku, kde hrála několik písní z připravovaného alba I Feel Cream, například úvodní "Showstopper" a "Lose You".
Album I Feel Cream vyšlo 4. května 2009 v Evropě a 5. května v Severní Americe. První single byl strana A: "Talk to Me" a strana B: "More".

## Diskografie

### Alba
- Fancypants Hoodlum (1995, as Merrill Nisker)
- The Teaches of Peaches (2000)
- Fatherfucker (2003)
- Impeach My Bush (2006)
- I Feel Cream (2009)

Celá diskografie:
Discogs.com

### Spolupráce
- Duet s Pink  "Oh My God".
- Zpěv a kytara v písni „We Don't Play Guitars“ skupiny Chicks on Speed
- Spolupráce s Karen O na písni "Backass" na soundracku Jackass Number Two
- Spolupráce s Iggy Popem - coververze písně "Rock Show" na albu z roku 2003 Skull Ring
- Projekt Feedom spolu s hudebníky Davem Szigeti a Jasonem Beckem[4]
- Spolupráce se skupinou Garbage - "Fuck the Pain Away", "Push It", "I Don't Give a.."
- Turné spolu s Marilyn Mansonem v roce 2003, společně zpívali píseň  "Rock N Roll Nigger"

## Filmová hudba
Její písně zazněly v mnoha filmech jako Mean Girls, Waiting, Jackass Number Two, My Little Eye[zdroj?], a Ztraceno v překladu. Uplatnila se také v televizních seriálech The L Word a Ošklivka Betty, a propagovala svým zpěvem Dirt.

### Soundtracky
- „Fuck the Pain Away“ ve filmu Ztraceno v překladu. Píseň se neobjevila na soundracku.
- Jackass Number Two
- My Little Eye
- Protivný sprostý holky
- Waiting
- Las Vegas
- The L World - píseň "I U She" v 2. sérii v epizodě "L'Chaim", píseň "Boys Wanna Be Her" na konci 4.série
- Ošklivka Betty - píseň "Don't Ask, Don't Tell"
- SI: New York[10] - píseň „You Love It" na konci epizody Oidipus Hex v 3. sérii
- Cashback[11], píseň "Set It Off"
- Whip It[12]!

## Cover verze a samply
- Coververze písně skupiny Berlin[zdroj?] "Sex (I'm A)" jako extra bonus na albu Teaches of Peaches
- Peaches a skupina Electric Six vzájemně vytvořili coververze svých písní: Peaches "Gay Bar", Electric Six "Rock Show".
- Sampl písně "Bad Reputation" a "I Don't Give a fuck" s Joan Jett
- Parodie na píseň Alanis Morissette od Black Eyed Peas My Humps nazvanou "My Humps, My Dumps"
- Coververze písně Iggy Popa "Search and Destroy" z The War Child: Heroes benefit album.
- Coververze písně Prince "Irresistible Bitch".